# アンカラン
アンカラン（Ankaran/Ancarano）は、スロヴェニアの市のひとつ。最も新しい自治体で、212番目である。人口3,239人（（2016年））。
アンカランはコペル特別市からの独立を目指し、2009年9月11日の国民投票では独立肯定派が56%を獲得した。その後、2014年に設立が決定された。